# Burg Montfort (Pfalz)
Die Burg Montfort ist die Ruine einer Spornburg drei Kilometer nordwestlich der Gemeinde Hallgarten im Landkreis Bad Kreuznach in Rheinland-Pfalz. Die Ruine liegt zwischen Hallgarten und Duchroth auf einer 280 m ü. NN hohen Kuppe inmitten eines Waldes.

## Geschichte
Die Burg wurde um 1240 zur Überwachung einer nahen Heerstraße von den Grafen von Veldenz erbaut, die Eberhard von Lautern als Lehnsmann einsetzten.
Bis 1432 blieb die Burg im Besitz der Familie von Lautern, die seit 1247 den Namen „von Montfort“ führten.
Im 15. Jahrhundert betätigten sich die Bewohner der Ganerbenburg zeitweise als Raubritter. Im Jahre 1456 eroberten die Truppen des Mainzer Erzbischofs Diether von Mainz und des Kurfürsten Friedrich I. von der Pfalz die Burganlage und zerstörten sie.
1480 erhielt Simon Boos von Waldeck die Burg als Erblehen, mit der Erlaubnis diese wieder aufzubauen. Die Familie der Boos von Waldeck, von der gleichnamigen Burg Waldeck im Hunsrück, war bereits seit Ende des 14. Jahrhunderts Mitgemeiner der Burg Montfort.
Obwohl es zwar einige Anzeichen für einen Wiederaufbau eines der Wohntürme gibt, blieb Montfort über viele Jahrhunderte als Ruine bestehen. Die Ruine war lange Jahre auf vier private Waldbesitzer und Anlieger aufgeteilt. Nach bestimmten sicherheitstechnischen Auflagen der Aufsichtsbehörde übernahm der Landkreis Bad Kreuznach im Jahr 1969 die Ruine, ließ sie sichern und renovieren.
Heute kann man die Burgruine Montfort kostenlos besichtigen.

## Anlage

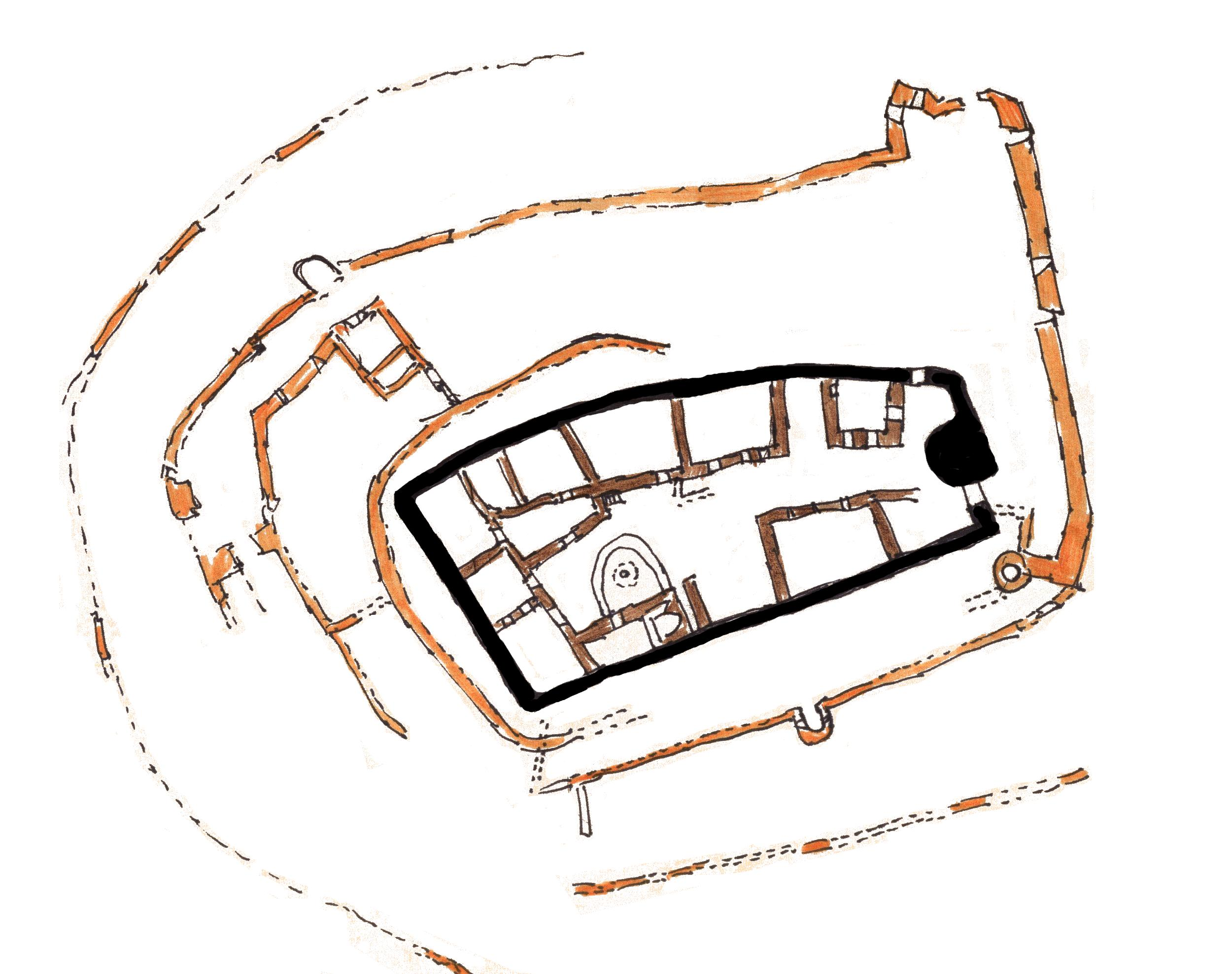
Grundriss-Skizze

Die heutige Burganlage zeigt, dank umfangreicher Sanierungsarbeiten, im Wesentlichen den Zustand nach der Zerstörung und vermittelt ein anschauliches Bild einer mittelalterlichen Burg, deren Bild in späteren Zeiten nicht durch Modernisierungen oder Verstärkungsbauten verändert wurde.
Von der Ruine stehen noch Mauerreste der Vorburg, des Zwingers, des Torhauses Vorburg, sowie das Tor der Oberburg, der Bering, der Rumpf des Bergfrieds (begehbar), die beiden Wohntürme bis in Höhe des dritten Stockwerkes, die Grundmauern des Brunnenhauses, der Kemenaten und der Stallungen.
So zeigt das Burgmuseum in einem Lapidarium Überreste von Architekturteilen des mittelalterlichen Baus und ein Rekonstruktionsmodell der Burg Montfort. Daneben präsentiert das Museum archäologische Funde aus den Burgruinen, wie Keramik, Glas und Eisen.
Der rund 9 m hohe Rumpf des Bergfrieds ist oben mit einer Metallbrüstung gesichert und als Aussichtspunkt begehbar. Der Zugang erfolgt innerhalb des Wohn- und Wehrturms über eine 34-stufige Metallwendeltreppe und über die Außenmauer der Kernburg weiter zum Bergfried. Von hier hat man einen guten Blick in die Burganlage und die weitere Umgebung.

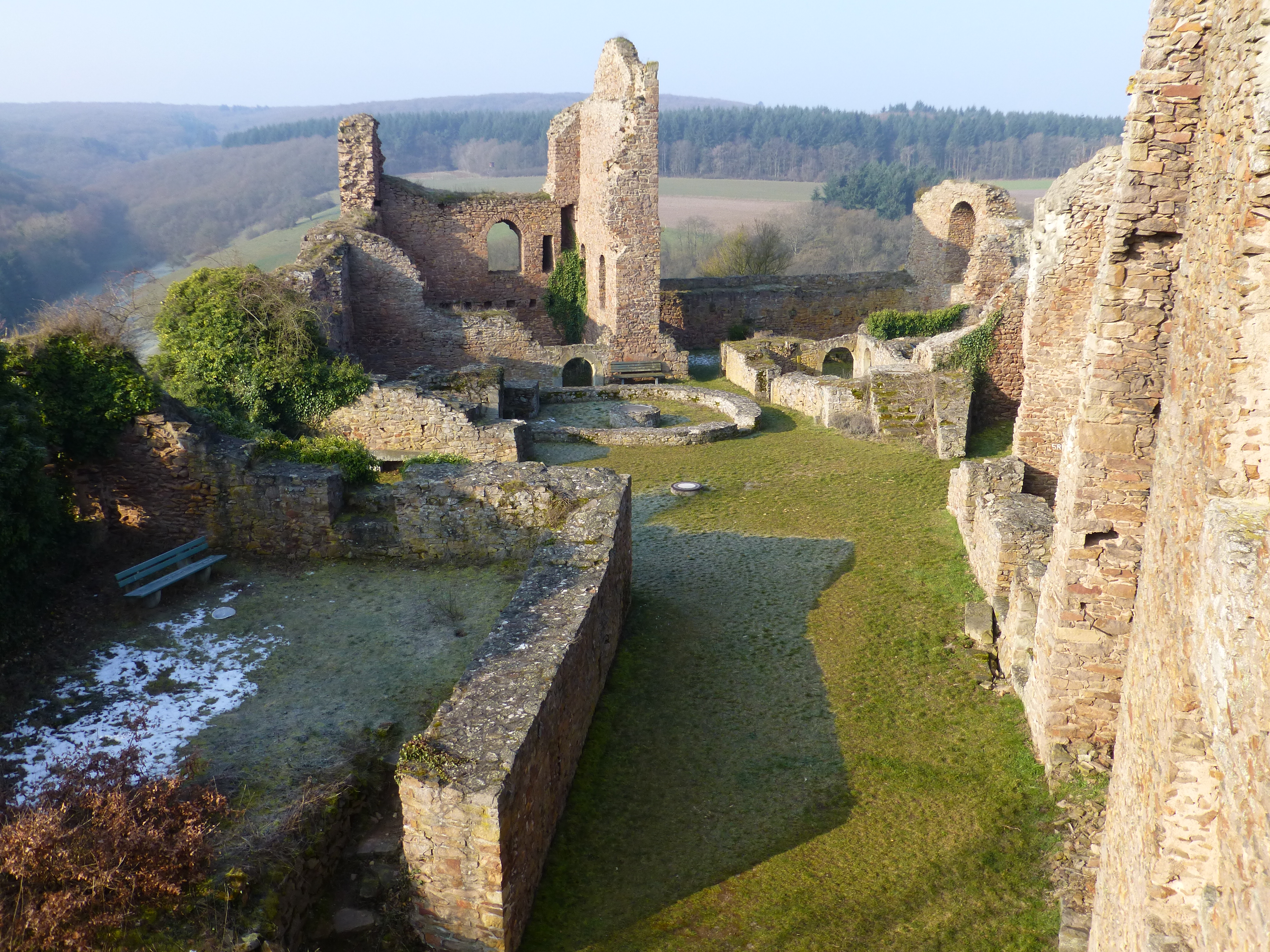
Burg Montfort, Blick vom Bergfried in die Kernburg
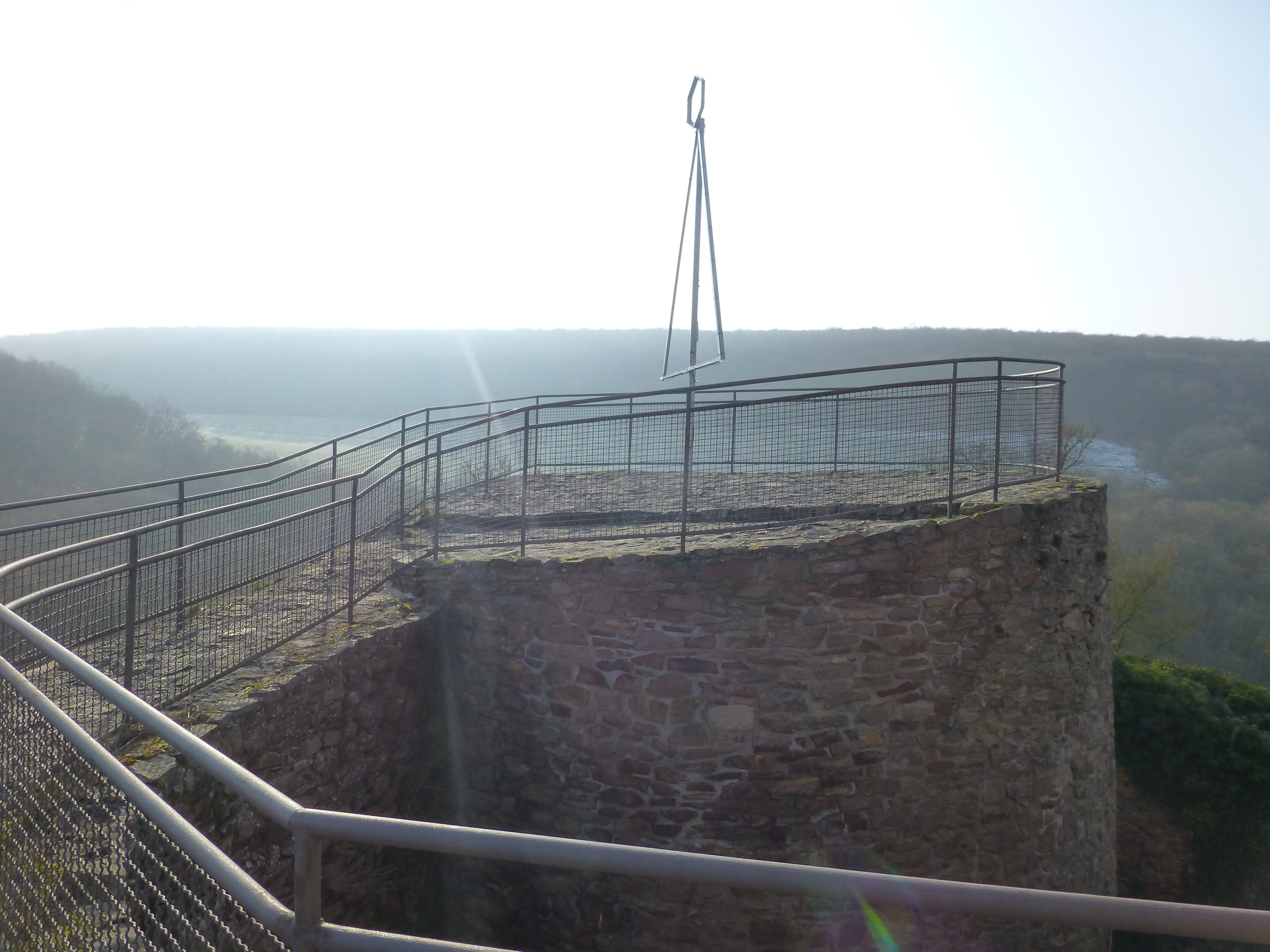
Aussichtsplattform auf dem Bergfried
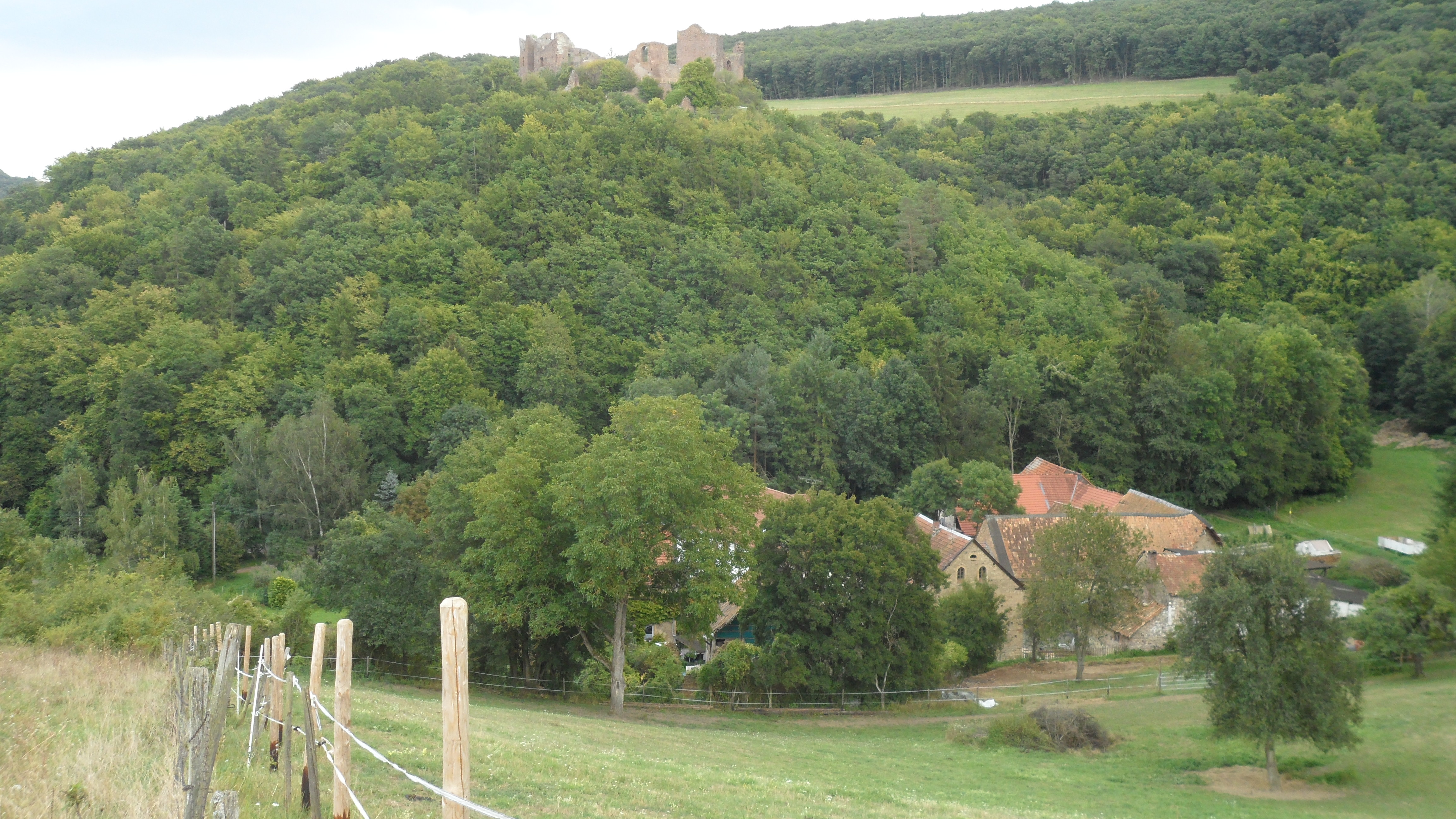
Unten – Montforterhof, vermutlich "neues Schloss im Tal"; Oben – Burgruine Montfort
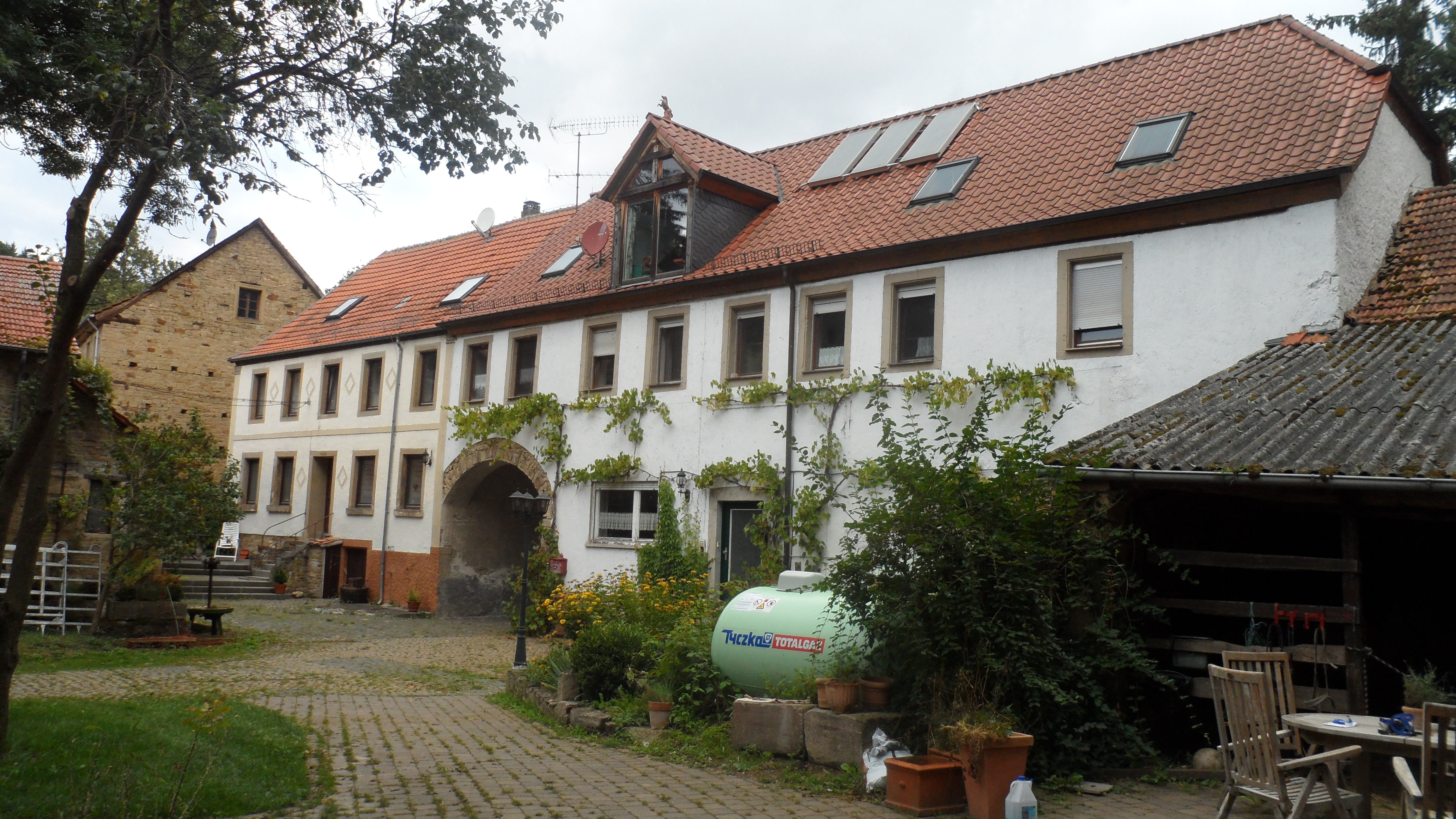
Montforterhof (Innenhof)
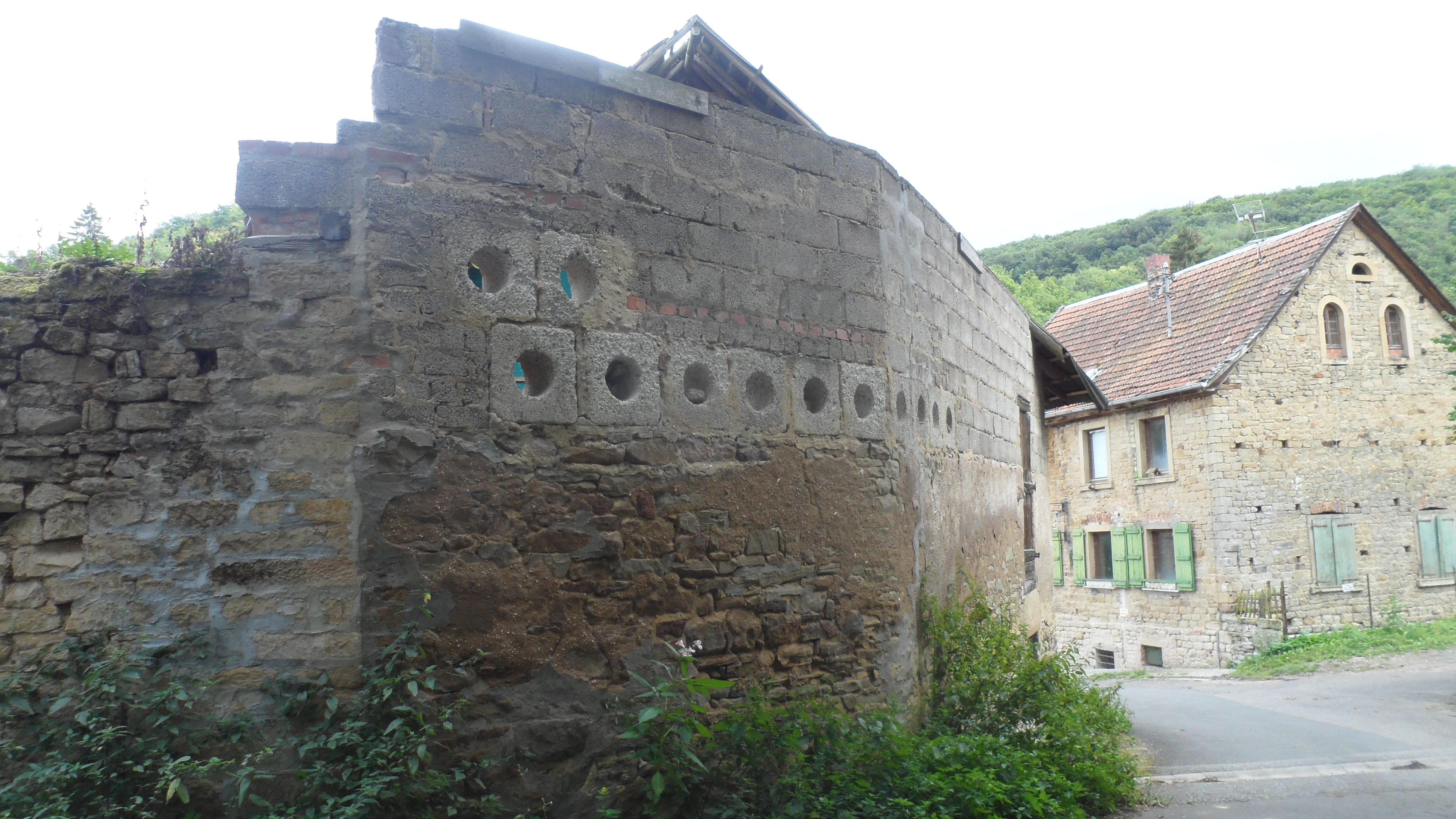
Montforterhof
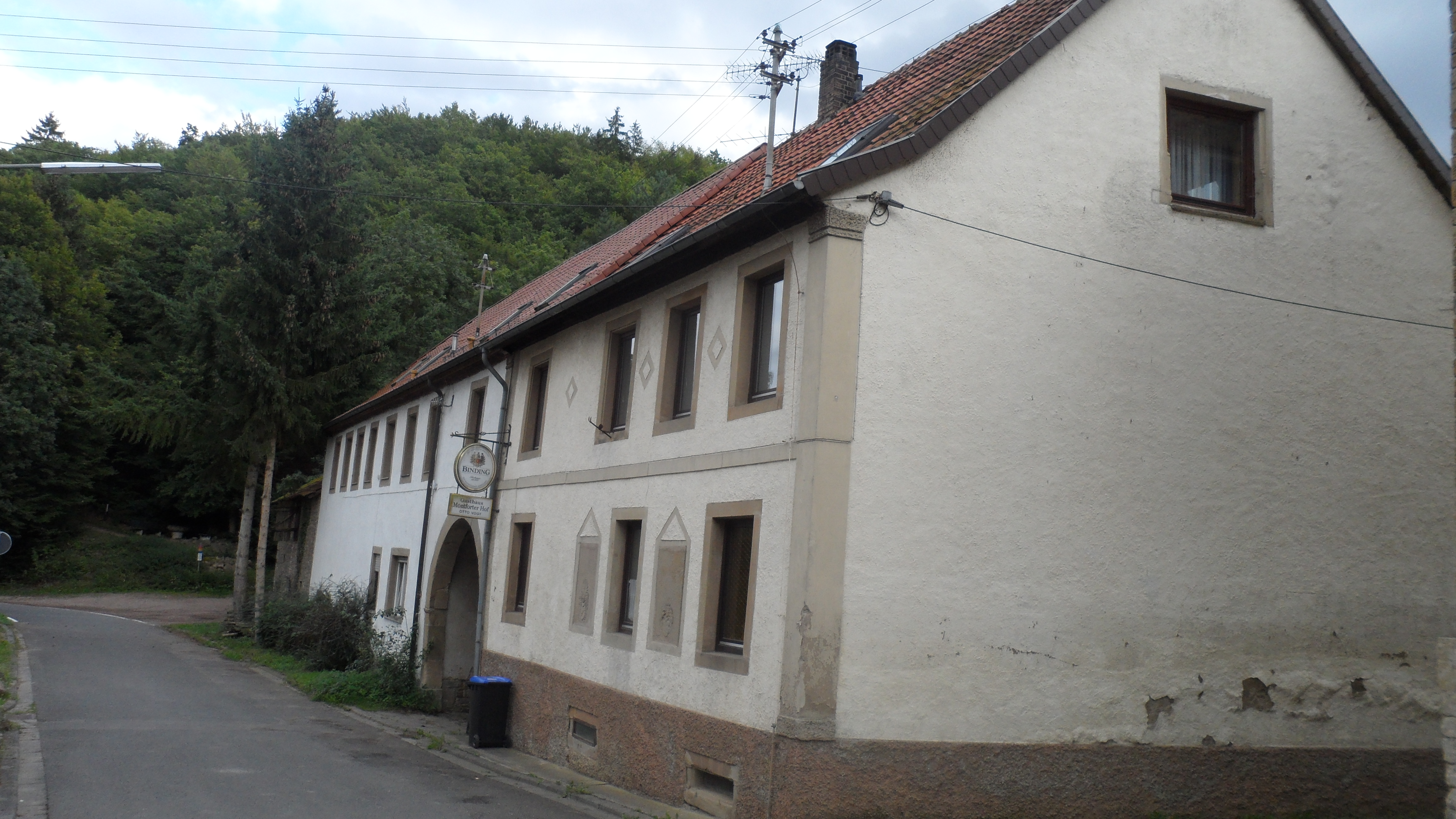
Montforterhof
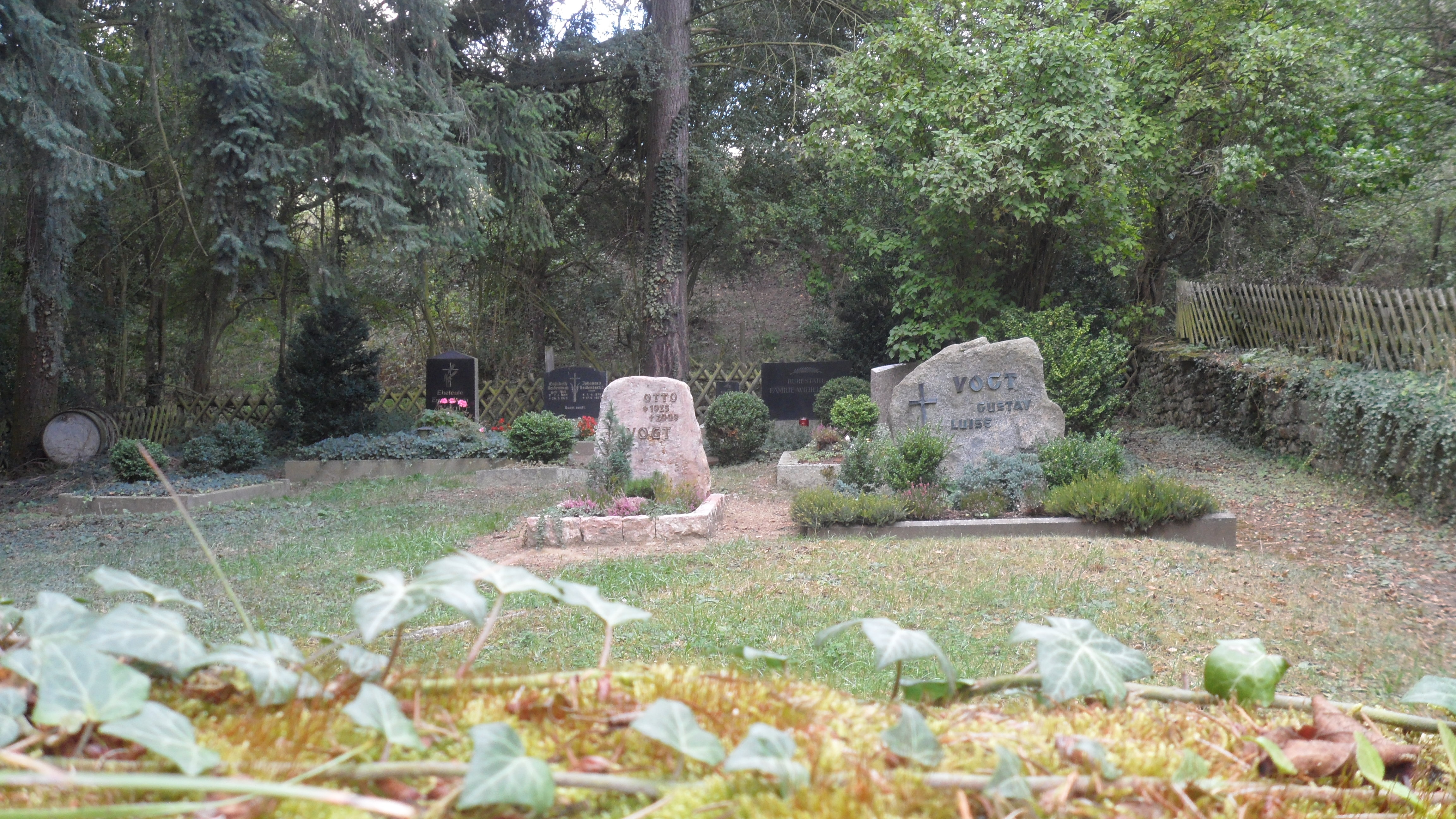
Montforterhof, der Friedhof